# Ralph Bryans
Ralph Bryans   (Belfast, 7 de març de 1941 - Ayrshire, 6 d'agost de 2014) fou un pilot de motociclisme nord-irlandès que va guanyar el Campionat del Món de 50cc de 1965, cosa que el converteix en l'únic irlandès a haver guanyat mai un campionat del món de velocitat.

## Carrera esportiva

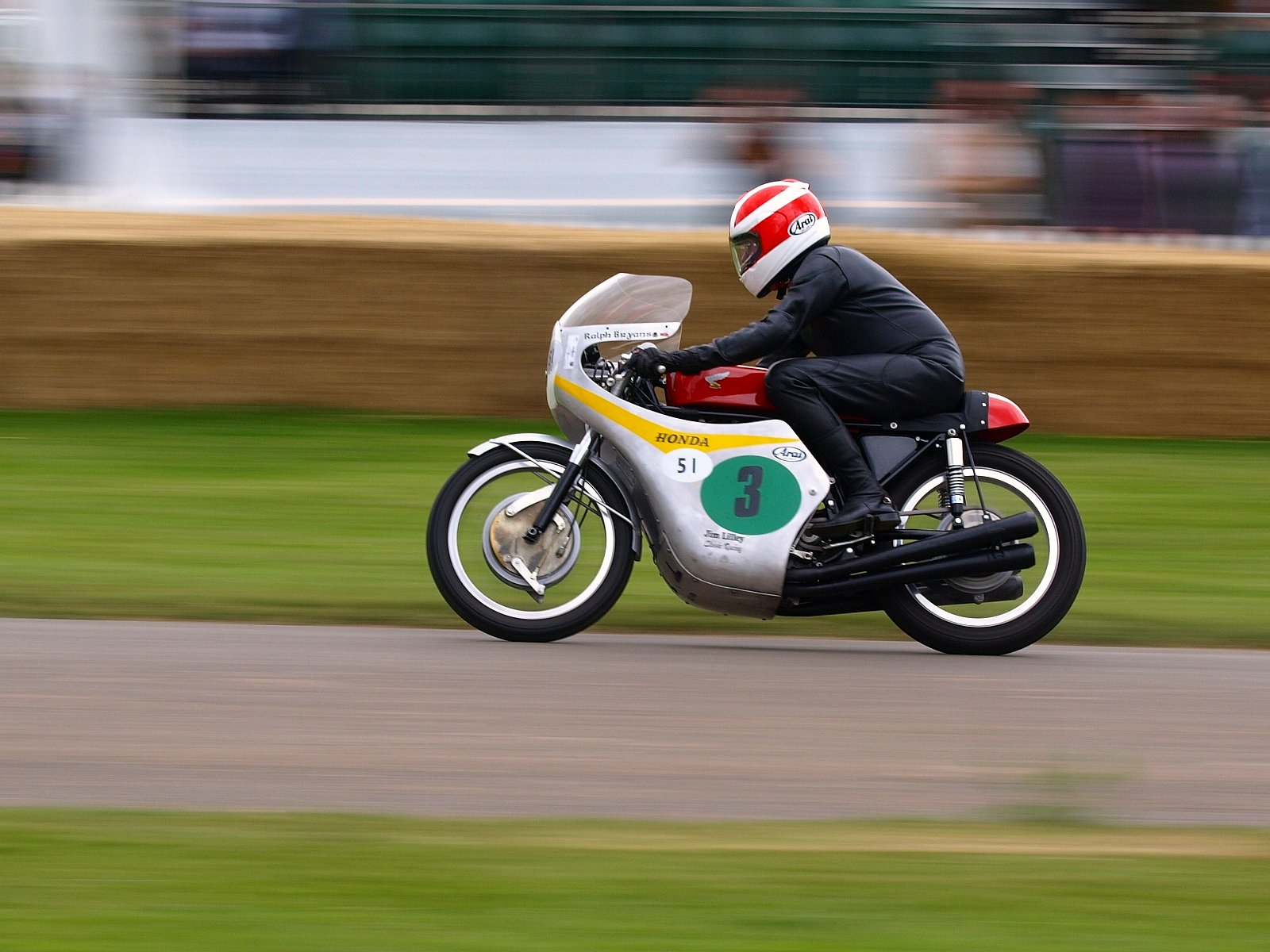
Bryans amb una antiga Honda 350cc en una trobada vintage el 2008

Bryans va començar a circular per carretera amb una BSA Bantam quan treballava com a aprenent de muntador a l'edat de setze anys. Va participar en la seva primera cursa, la Tandragee 100 de 1959, amb una Ambassador 199 cc prestada. De cara al 1960, va instal·lar un motor Triumph Terrier de 150 cc al bastidor de la seva Bantam i amb la moto resultant va guanyar el campionat d'Irlanda de 200 cc.
El 1961, Bryans va passar a pilotar una Norton Manx de 350 cc de 1958 que li va proporcionar el seu patrocinador, el corredor d'assegurances James Wilson, i va adquirir experiència en companyia de pilots com ara Tommy Robb, Dick Creith i George Purvis. El 1962, Bryans va debutar al TT de l'Illa de Man i més tard va disputar el Gran Premi de l'Ulster, on va quedar novè en la classe de 350cc amb la seva Wilson-Norton i desè a la de 500cc amb una Manx Norton de Reg Dearden.
El desembre de 1962, Bryans va arribar a un acord amb Joe Ryan per a pilotar les seves Norton durant el 1963. Aquell any, el campió Jim Redman es va adonar de la seva qualitat per primera vegada al Gran Premi de l'Ulster. Més tard, Bultaco va fitxar Bryans després de convidar-lo a provar les seves TSS a Catalunya, però al seu moment li va permetre d'aprofitar una oferta posterior d'Honda. El 1964, com a pilot de fàbrica de la marca japonesa, Bryans va ser subcampió del món de 50cc i va acabar tercer a la cursa de 125cc del TT de l'Illa de Man. El 1965, Bryans va guanyar el campionat del món de 50cc amb l'equip oficial d'Honda després de guanyar tres curses i obtenir dos segons llocs al llarg de la temporada.
Ralph Bryans es va morir a la seva casa d'Ayrshire (Escòcia) el 6 d'agost de 2014, a 73 anys, després d'una curta malaltia.

## Resultats al Mundial de motociclisme
Barem de puntuació de 1950 a 1968:
| Posició | 1 | 2 | 3 | 4 | 5 | 6 |
| Punts   | 8 | 6 | 4 | 3 | 2 | 1 |

(Ids. Grans Premis | Llegenda) (Curses en negreta indiquen pole; curses en  itàlica indiquen volta ràpida)
| Any  | Categoria | Equip         | 1     | 2      | 3      | 4      | 5      | 6     | 7      | 8     | 9      | 10    | 11    | 12    | 13    | Punts | Posició | Victòries |
| ---- | --------- | ------------- | ----- | ------ | ------ | ------ | ------ | ----- | ------ | ----- | ------ | ----- | ----- | ----- | ----- | ----- | ------- | --------- |
| 1962 | 50cc      | Benelli       | ESP - | FRA -  | IOM 15 | NED -  | BEL -  | GER - |        | DDR - | NAT -  | FIN - | ARG - |       |       | 0     | -       | 0         |
| 1962 | 350cc     | Wilson Norton |       |        | IOM NC | NED -  |        |       | ULS 10 | DDR - | NAT -  | FIN - |       |       |       | 0     | -       | 0         |
| 1963 | 125cc     | Honda         | ESP - | GER -  | FRA -  | IOM 9  | NED -  | BEL - | ULS -  | DDR - | FIN -  | NAT - | ARG - | JPN - |       | 0     | -       | 0         |
| 1963 | 250cc     | Benelli       | ESP - | GER -  |        | IOM NC | NED -  | BEL - | ULS -  | DDR - |        | NAT - | ARG - | JPN - |       | 0     | -       | 0         |
| 1963 | 500cc     | Norton        |       |        |        | IOM -  | NED -  | BEL - | ULS 5  | DDR - | FIN -  | NAT - | ARG - |       |       | 2     | 14è     | 0         |
| 1964 | 50cc      | Honda         | USA - | ESP NC | FRA NC | IOM 2  | NED 1  | BEL 1 | GER 1  |       |        | FIN - |       | JPN - |       | 30    | 2n      | 3         |
| 1964 | 125cc     | Honda         | USA - | ESP -  | FRA -  | IOM 3  | NED 3  |       | GER NC | DDR 8 | ULS 3  | FIN 2 | NAT 4 | JPN - |       | 21    | 5è      | 0         |
| 1964 | 250cc     | Honda         | USA - | ESP -  | FRA -  | IOM -  | NED -  | BEL - | GER -  | DDR - | ULS 3  |       | NAT - | JPN - |       | 4     | 14è     | 0         |
| 1965 | 50cc      | Honda         | USA - | GER 1  | ESP 2  | FRA 1  | IOM NC | NED 1 | BEL 5  |       |        |       |       |       | JPN 2 | 36    | 1r      | 3         |
| 1965 | 125cc     | Honda         | USA - | GER NC | ESP NC | FRA NC | IOM 6  | NED - |        | DDR - | CZE -  | ULS 4 | FIN 4 | NAT - | JPN 3 | 11    | 8è      | 0         |
| 1965 | 250cc     | Honda         | USA - | GER -  | ESP -  | FRA -  | IOM -  | NED - | BEL -  | DDR - | CZE -  | ULS 5 | FIN 3 | NAT - | JPN - | 6     | 13è     | 0         |
| 1966 | 50cc      | Honda         | ESP 3 | GER 2  | NED 2  |        |        |       |        | IOM 1 | NAT 2  | JPN - |       |       |       | 26    | 2n      | 1         |
| 1966 | 125cc     | Honda         | ESP 3 | GER 2  | NED NC | DDR 6  | CZE 2  | FIN 3 | ULS 2  | IOM 7 | NAT 2  | JPN - |       |       |       | 32    | 3r      | 0         |
| 1967 | 250cc     | Honda         | ESP 2 | GER 1  | FRA 4  | IOM 3  | NED 3  | BEL 3 | DDR 3  | CZE 4 | FIN NC | ULS 2 | NAT 3 | CAN 3 | JPN 1 | 40    | 4t      | 2         |
| 1967 | 350cc     | Honda         |       | GER -  |        | IOM -  | NED -  |       | DDR -  | CZE - |        | ULS 2 | NAT 1 |       | JPN 2 | 20    | 3r      | 1         |